# Falk Wendrich
Falk Henning Wendrich (né le 12 juin 1995 à Soest) est un athlète allemand, spécialiste du saut en hauteur.

## Carrière
Le 25 juillet 2017, il remporte le titre lors des Universiades à Taipei, en établissant son record avec un saut de 2,29 m au 3e essai, son record de 2,26 m à Bühl en 2017. Son précédent record datait des Championnats du monde juniors d'athlétisme 2012 où il avait remporté la médaille d'argent avec 2,24 m.
Avec l’équipe d’Allemagne, il remporte la médaille de bronze par équipes lors de la finale des Jeux européens de 2019, en étant classé 3e de l’épreuve individuelle du saut en hauteur, en 2,17 m, derrière Maksim Nedasekau et Andriy Protsenko.

## Palmarès
| Date | Compétition                    | Lieu      | Résultat | Marque |
| ---- | ------------------------------ | --------- | -------- | ------ |
| 2012 | Championnats du monde juniors  | Barcelone | 2e       | 2,24 m |
| 2014 | Championnats du monde juniors  | Eugene    | 5e       | 2,22 m |
| 2017 | Championnats d'Europe espoirs  | Bydgoszcz | 5e       | 2,22 m |
| 2017 | Universiade                    | Taipei    | 1er      | 2,29 m |
| 2019 | Championnats d'Europe en salle | Glasgow   | 7e       | 2,18 m |

## Records
| Épreuve         | Épreuve   | Performance | Lieu    | Date            |
| --------------- | --------- | ----------- | ------- | --------------- |
| Saut en hauteur | Plein air | 2,29 m      | Taipei  | 25 août 2017    |
| Saut en hauteur | En salle  | 2,26 m      | Leipzig | 17 février 2019 |